# Neotaranomis sinaloae
Neotaranomis sinaloae là một loài bọ cánh cứng trong họ Cerambycidae.